# شرکت ولو
شرکت ولو (به انگلیسی: Valve Corporation) یک شرکت تولیدکننده بازی‌های رایانه‌ای و توزیع دیجیتال در آمریکا است که محل آن در بلویو، واشینگتن است. در سال ۱۹۹۶ توسط دو کارمند سابق مایکروسافت تأسیس شد و با ارائه بازی‌های تحسین شده مانند سری‌های نیمه جان، کانتر استرایک، درگاه، روز شکست، قلعه تیمی، لفت فور دد و دوتا ۲ به شهرت جهانی رسید. همچنین موتور بازی‌سازی سورس را گسترش داد که اکثر بازی‌هایش بر بستر این موتور اجرا می‌شوند. نرم‌افزار توزیع دیجیتال بازی استیم را منتشر کرد که بعداً منجر به ساخته شدن استیم ماشین شد. (کامپیوترهایی که برای بازی ساخته شده‌اند و سیستم عامل استیم اواِس را اجرا می‌کنند) و شرکت والو یکی از بهترین شرکت های تولید بازی رایانه‌ای در جهان شناخته می‌شود.

## تاریخچه

### تأسیس
ولو توسط دو کارمند پیشین و قدیمی مایکروسافت، گیب نیوئل و مایک هرینگتون در تاریخ ۲۴ اوت ۱۹۹۶ (۳ شهریور ۱۳۷۵) در کرکلند، واشینگتن تأسیس شد. پس از حقوقی کردن شرکت در آوریل ۲۰۰۳(فروردین ۱۳۸۲) به بلویو، واشینگتن تغییر مکان دادند. همان مکانی که مرکز شرکت اصلی منتشرکننده آنها، سیرا اینترتینمنت، وجود داشت.

### نیمه جان
پس از عرضه نیمه جان به بازار در سال ۱۹۹۸ این شرکت چندین بازی دیگر به صورت MOD ارائه نمود که از پلتفرم آن استفاده می‌کردند.
در سال ۲۰۰۲ این کمپانی استیم را معرفی نمود که روشی برای تبادل اطلاعات بازی بر روی شبکه بود. در حال حاضر حدود ۱۰۰۰ بازی بر روی این شبکه ارائه می‌شود و بیش از ۲۵ میلیون عضو دارد.
تولید و عرضه بازی نیمه عمر دو در سال ۲۰۰۴ که با استفاده از موتور سورس تولید گردید یکی از مهم‌ترین پیشرفت‌های شرکت در زمینه تولید بازی‌های رایانه‌ای به‌شمار می‌رود.

### کانتر استرایک
سری بازی کانتر استرایک در تاریخ ۱۲ ژوئن ۱۹۹۰ توسعه داده شد که هسته آن، بازی نیمه جان نام داشت. در سال ۲۰۰۲، این شرکت نرم‌افزار استیم را ارائه داد و این بازی را درون آن قرار داد؛ که درون آن، ورژن آنلاین بازی قرار گرفت. هرچند که به سال‌های جدیدی می‌رسیم، ولی باز هم، این بازی، بهتر و بهتر می‌شود و در نهایت، به یک بازی جهانی تبدیل شده‌است. همچنین این بازی یک ورزش الکتریکی محسوب می‌شود و نظر منتقدان را تغیر داد.

### کنسول دستیاستیم دک
جدیدترین کنسول دستی ولو با نام استیم دک در ۲۵ فوریه سال ۲۰۲۲ عرضه شد. کنسول استیم دک با وصل شدن به حساب کاربری استیم میتواند بازی ها را از روی حساب کاربری استیم افراد اجرا کند.

## محصولات
مجموعه نیمه‌عمر:
- نیمه‌عمر
- نیمه‌عمر: نیروی مهاجم
- نیمه‌عمر: آبی‌پوش
- نیمه‌عمر: تباهی
- نیمه‌عمر ۲
- نیمه‌عمر ۲: قسمت نخست
- نیمه‌عمر ۲: قسمت دوم
- نیمه‌عمر ۲: ساحل گم‌شده
- نیمه‌عمر: تباهی
- نیمه‌عمر: الیکس

مجموعه کانتر استرایک:
- کانتر استرایک (بازی ویدئویی)
- کانتر استرایک کاندیشن زیرو
- کانتر استرایک سورس
- کانتر-استرایک: گلوبال آفنسیو

مجموعه دوتا
- دوتا ۲
- آرتی‌فکت
- دوتا آندر لرد

مجموعه روز شکست
- روز شکست
- روز شکست: سورس

مجموعه تیم فورترس
- تیم فورترس کلاسیک
- تیم فورترس ۲

مجموعه لفت فور دد
- لفت فور دد
- لفت فور دد ۲

مجموعه درگاه
- درگاه (بازی ویدئویی)
- درگاه ۲
- آزمایشگاه (بازی ویدئویی)
- Aperture Hand Lab
- Aperture Desk Job